# الجمعية الأوروبية لحدائق الحيوان والأحياء المائية

شعار الجمعية الأوروبية لحدائق الحيوان والأحياء المائية.

الرابطة الأوروبية لحدائق الحيوان والأحياء المائية (بالإنجليزية:European Association of Zoos and Aquaria) هي منظمة أوروبية تختص بحدائق الحيوان والأحياء المائية تأسست عام 1992 ويبلغ عدد الأعضاء في المنظمة 340 عضو في 41 بلدا مختلف. تدار الجمعية من قبل برنامج الأنواع الأوروبية المهددة بالانقراض. يقع مقر المنظمة في أمستردام، هولندا.